# Have His Carcase
Have His Carcase (in het Nederlands verschenen onder de titel Lijk in zicht) is een detectiveroman van de Engelse schrijfster Dorothy L. Sayers uit 1932. Het is het zevende verhaal in haar serie van elf romans rond de aristocratische amateurdetective Lord Peter Wimsey, die ook een rol speelt in een serie korte verhalen van de schrijfster. Het is het tweede boek waarin detectiveschrijfster Harriet Vane een rol speelt.

## Titelverklaring
De titel van het boek is ontleend aan de Latijnse term Habeas corpus, verwijzend naar een wet die 1679 in het Engelse parlement werd aangenomen.

## Voorgeschiedenis
In de eerder verschenen roman Strong Poison maakt Peter Wimsey kennis met Harriet Vane, die terechtstaat voor moord op haar voormalige minnaar. Hij wordt halsoverkop verliefd op haar en doet zelfs een huwelijksaanzoek, dat zij echter afwijst. Niettemin voert hij een uitgebreid onderzoek uit naar de feiten in de zaak en slaagt er uiteindelijk in het bewijs te leveren dat zij onschuldig is. Na haar vrijlating besluit zij er een poosje tussenuit te gaan om te ontsnappen aan de publiciteit en bij te komen van alle ondergane emoties.

## Korte inhoud
Tijdens een lange trektocht die Harriet Vane te voet onderneemt belandt zij op een strand, waar ze op een rots het dode lichaam van een man ontdekt met een doorgesneden keel. Als er sprake is van moord, dan moet die kortgeleden zijn gepleegd, want het bloed van de man is nog vloeibaar. Aangezien er echter nergens voetstappen van een derde persoon op het strand te ontwaren zijn is zelfmoord niet uitgesloten. Zij kan echter niets ondernemen omdat de wijde omgeving geheel verlaten is. Het enige wat ze kan doen is het maken van een aantal foto's van de situatie en het meenemen van enkele zaken die zij op het lichaam aantreft. Haar zoektocht om hulp te vinden duurt zo lang dat het lichaam door de vloed is weggespoeld voor er assistentie ter plaatse kan zijn.
Aangetrokken door de publiciteit rond de kwestie (en de betrokkenheid van Harriet Vane) arriveert Lord Peter en samen proberen zij de politie te assisteren bij de naspeuringen. Het lijk blijkt dat te zijn van ene Paul Alexis, een als gigolo fungerende danser van Russische afkomst die zijn diensten aanbiedt in een lokale gelegenheid. Daar heeft hij een 'relatie' aangeknoopt met de eenzame rijke Mrs Weldon, wat de jaloezie oproept van haar enige zoon, die bang is dat de erfenis aan zijn neus zal voorbijgaan. Hij bedenkt een ingenieuze manier om aan de affaire een eind te maken.
Tijdens het ontrafelen van de zaak wijst Harriet opnieuw een huwelijksaanzoek van Lord Peter af, hoewel er tijdens de samenwerking sprake is van enige toenadering. Verdere ontwikkelingen op dit laatste front worden uitgewerkt in de opvolger van dit boek, Gaudy Night.

## Filmbewerking
Have His Carcase werd in 1987 bewerkt voor een film in het kader van een televisieserie met in de hoofdrollen Edward Petherbridge en Harriet Walter.